# سومیکو کوری شیما
سومیکو کوری شیما (انگلیسی: Sumiko Kurishima؛ ‏ ۱۵ مارس ۱۹۰۲ – ۱۶ اوت ۱۹۸۷) یک هنرپیشه، و رقصنده اهل ژاپن بود.
از فیلم‌ها یا برنامه‌های تلویزیونی که وی در آن نقش داشته است، می‌توان به بانو چه چیز را فراموش کرد؟ اشاره کرد.